# Snargate
Snargate är en ort och civil parish i grevskapet Kent i sydöstra England. Orten ligger i distriktet Folkestone and Hythe på Romney Marsh, cirka 9 kilometer nordväst om New Romney. Civil parishen hade 126 invånare vid folkräkningen år 2021.